# Мормышка
Мормы́шка — рыболовная снасть: крючок, впаянный в свинцовую или оловянную дробинку.
Используется в любительском и спортивном рыболовстве. Как правило, для привлечения рыбы поверхность дробинки с одной стороны (обычно с верхней) имеет блестящее покрытие (обычно золотистое, серебристое, бронзовое) или окрашена. Иногда успех приносят мормышки тёмных цветов. Применяется для зимней (чаще) и летней рыбной ловли.
Слово происходит от русского слова мормыш — названия мелких пресноводных рачков.
В последнее время в качестве материала для мормышек также популярны вольфрамсодержащие сплавы и люминесцентные материалы, благодаря которым мормышка способна светиться. Встречаются также мормышки, сделанные с применением стали, серебра. Из драгоценных металлов обычно изготавливают только тонкую «коронку», которая крепится на поверхности приманки.
Варианты крепления лески к мормышке различны. Обычно используется сквозное отверстие в теле приманки. Но бывают модели, из которых выведено колечко для привязывания лески, либо используются две точки крепления: кембриком на ушке крючка и узел на цевьё.

По форме мормышки бывают круглые («дробинка», в форме шара), полукруглые (в виде приплюснутого шара, или диска), треугольные («трёхгранка»), ромбовидные, в форме опарыша, в форме мухи («муха»), в форме капли («капелька»), двойные («муравей», в виде двух соединённых дробинок) и других форм («кролик», «овсинка», «уральская», «чечевичка» и др.). Существует целый модельный ряд тульских мормышек Пушкова («дробинка», «капля», «муравей», «овсинка», «черт», «шайба»), каждая из которых производится в двух расцветках: неокрашенная – металлическая и медная – гальваническое покрытие.  
Как правило, в мормышку впаивается один крючок (например, вариант «кобра» или «кошачий глаз»). Но встречаются мормышки с двумя впаянными крючками, смотрящими вверх. Такие мормышки называют «коза». Встречаются также и мормышки с впаянным тройником, их называют «чёртик». «Чёртики», как правило, красят в чёрный цвет. Кроме того, есть мормышки с подвесным крючком — не впаянным, а прикреплённым за кольцо. Эта конструкция называется «ведьма».
При ловле на мормышку используют как «голые» мормышки, так и мормышки с наживкой или комбинацией нескольких наживок (так называемый «бутерброд»).
В качестве наживки при ловле на мормышку чаще всего используется мотыль или опарыш. Закрепить наживку в таком случае необходимо под правильным углом между мормышкой и леской. Примерно 30-35 градусов должно составлять это значение. Иногда ловят также на личинку короеда или репейной моли, личинку осы, искусственную наживку или вообще на голую мормышку, так называемую «безмотылку». Безнасадочные мормышки привлекают рыбу своей игрой, а не запахом. Для ловли на них требуется мастерство и талант. Суть игры такой мормышкой — подобрать такие колебания, при которых приманка сымитирует движения реальных кормовых объектов. В этом случае произойдет поклёвка.
С появлением пластмассовой изоляции на слаботочных проводах, имеющих всевозможные цвета, получила распространение ловля на отрезки этих трубочек, надеваемые на крючки блёсен и мормышек вместо наживок. Москвичи назвали эти трубочки кембриком. Разные комбинации цветов кембриков привлекают разных рыб.
Используется также приманка из кусочка черной микропористой резины (так называемый «каблук») или обмотанная вокруг крючка разноцветная нитка.